# St. Franziskus (Hüttwilen)

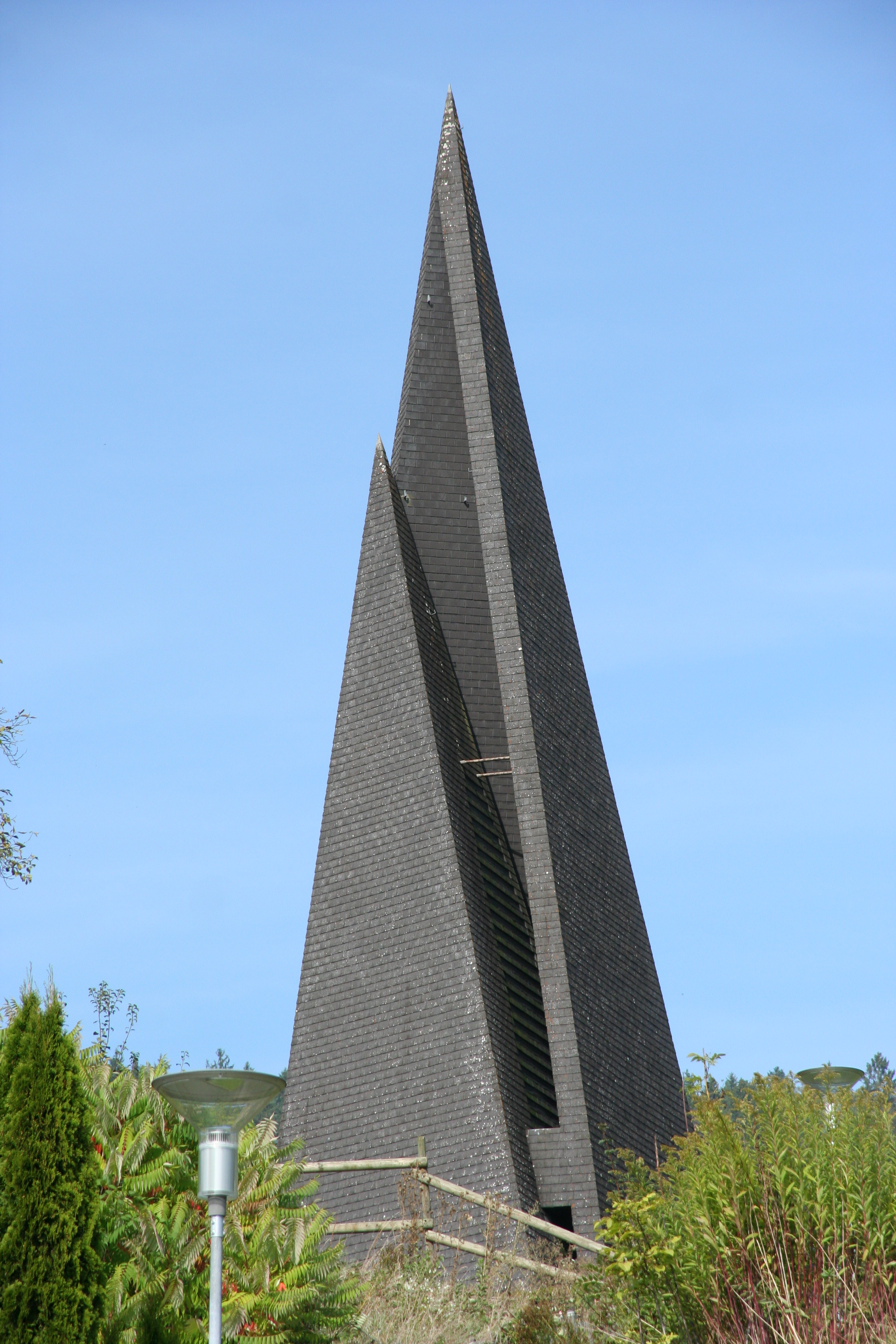
Kirche St. Franziskus, Turm

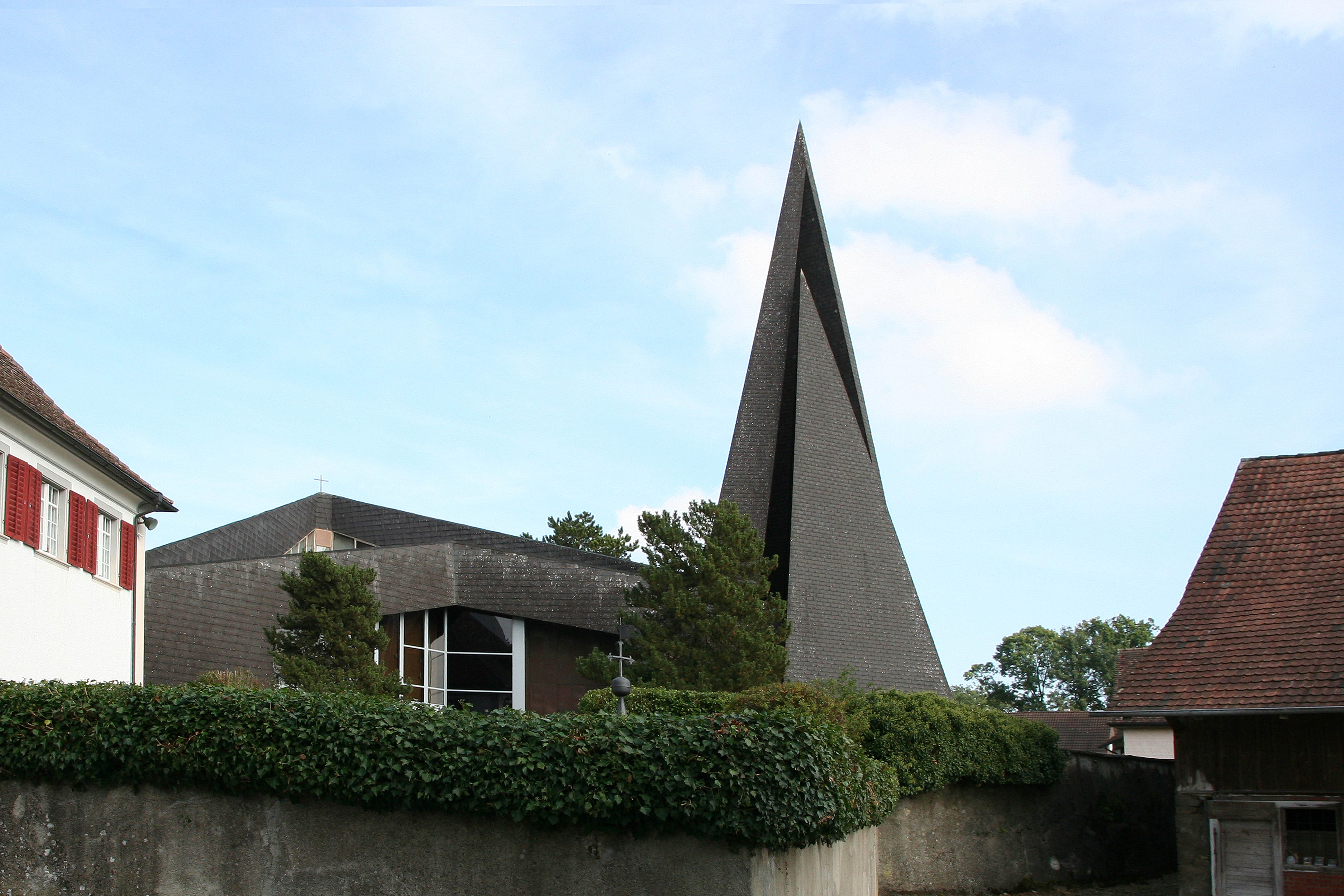
Ansicht von Westen

Die Kirche St. Franziskus ist die römisch-katholische Kirche von Hüttwilen im Kanton Thurgau. Es handelt sich um den einzigen Kirchbau des Architekten Justus Dahinden im Thurgau.

## Geschichte

### Vorgeschichte und Namensgebung
Ruinen aus der Römerzeit belegen, dass Hüttwilen eine der ältesten Siedlungen im Thurgau ist. Im Jahr 817 wird Huttinvillare erstmals urkundlich erwähnt, 1256 wird ein eigener Priester von Hüttwilen in einem Dokument des Klosters Feldbach genannt. Archäologische Funde weisen eine erste Kapelle aus dem 13. Jahrhundert nach, die dem Hl. Michael, dem Hl. Pankraz und der Hl. Margareta geweiht gewesen sein soll. Um 1450 wurde diese Kapelle erweitert. Fresken haben sich aus vorreformatorischer Zeit erhalten, welche in den Neubau der katholischen Kirche 1965 übertragen wurden. Im Mittelalter wurde der Kirchensatz von Hüttwilen vom Bischof von Augsburg verliehen, ging aber 1466 erstmals und ab 1622 definitiv an das Kloster Ittingen über. 1524 wurde beim «Ittinger Sturm» das Pfarrhaus geplündert, in dem ein Mönch aus dem Kloster Ittingen lebte. Kurz danach zog ein evangelischer Geistlicher ins mehrheitlich evangelisch gewordene Dorf. Dieser war ab 1551 auch für Uesslingen zuständig. Ab 1551 wurde die Kirche von Hüttwilen paritätisch gebraucht. 1654 vergrösserten die Hüttwiler ihre Kirche. Bis 1843 war das Kloster Ittingen für einen Geistlichen in Hüttwilen besorgt, ab da wählte die Pfarrei ihren Geistlichen selber. 1856–1859 gestaltete der Frauenfelder Architekt Johann Joachim Brenner die Kirche ein letztes Mal um. Mit dem Neubau der evangelischen Kirche Hüttwilen 1963 und der katholischen Kirche 1966 wurde das paritätische Verhältnis aufgelöst. Die alte Dorfkirche wurde wegen des Neubaus der katholischen Kirche 1964 abgebrochen.

### Entstehungs- und Baugeschichte
Bereits 1921 hatten die Katholiken von Hüttwilen begonnen, Geld für einen eigenen Kirchenbau zu sammeln. Ähnlich wie in der unmittelbar vorher realisierten Kirche Maria Krönung in Zürich-Witikon gestaltete der Zürcher Architekt Justus Dahinden 1964–1965 die neue katholische Kirche von Hüttwilen als Zelt Gottes. Franziskus von Streng, der Bischof von Basel, stiftete für diesen Kirchbau den Betrag von 290'000 Franken. Dieses Geld war im Bistum Basel anlässlich des 25-Jahr-Jubiläums des Bischofs gesammelt worden. Aus diesem Grund dürfte die Kirche von Hüttwilen dem Namenspatron des Bischofs, dem Hl. Franz von Assisi, geweiht worden sein. Am 23. Januar 1966 weihte Franziskus von Streng die neu errichtete katholische Kirche von Hüttwilen ein.
Die Kirche St. Franziskus gehört seit dem 1. Januar 2012 zum Pastoralraum Frauenfeld. In Hüttwilen leben (Stand 2023) 338 Katholiken.

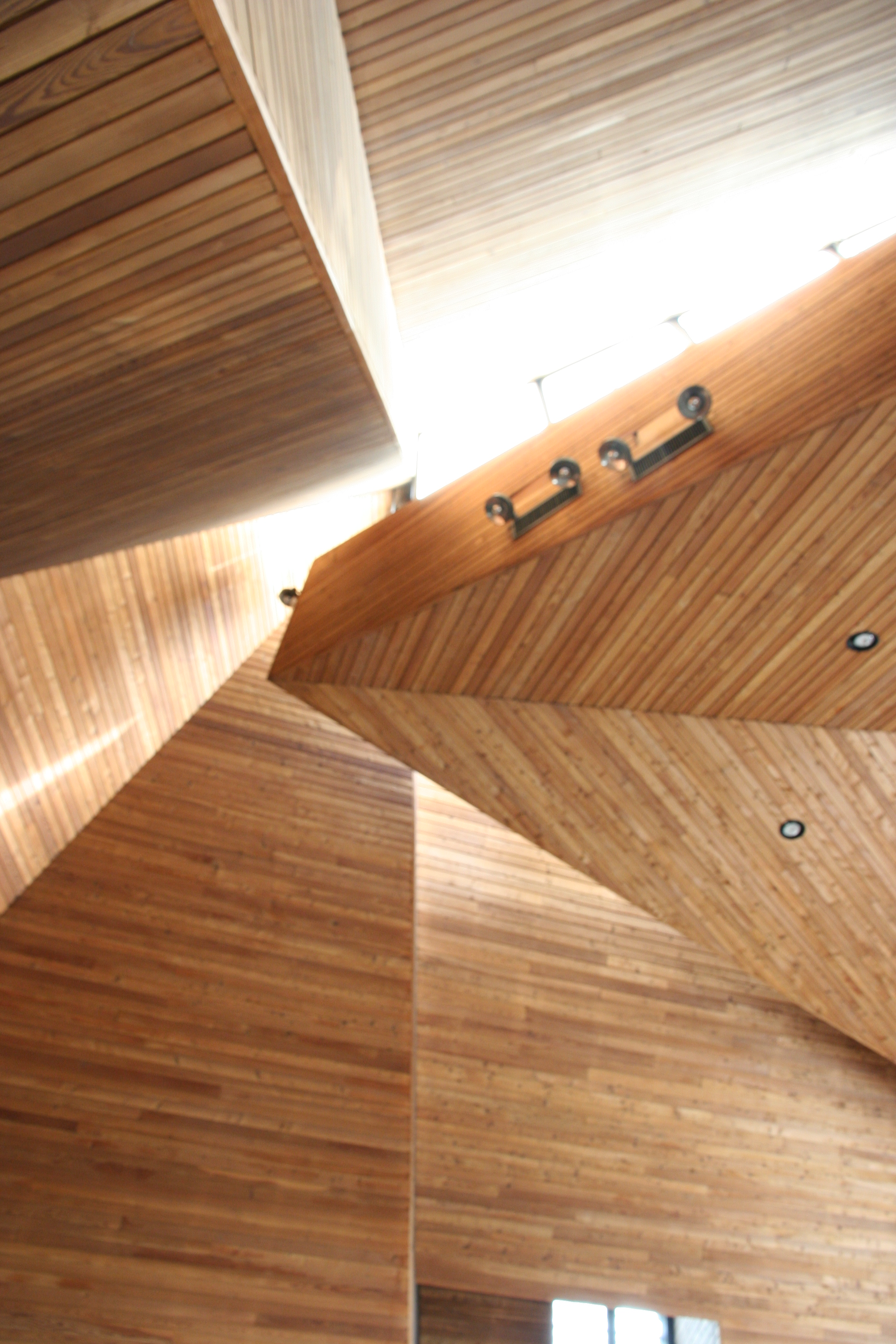
Dachkonstruktion, Teilansicht

## Baubeschreibung

### Äusseres und Glocken
Die Kirche St. Franziskus befindet sich im Dorfzentrum in Nachbarschaft zur Evangelischen Kirche Hüttwilen auf abfallendem Gelände. Als Gegensatz zur evangelischen Kirche, die in hellen Tönen einen lichten Raum erahnen lässt, ist die katholische Kirche mit dunklen Eternit-Platten verkleidet und die Glasfenster in Brauntönen verspiegelt, sodass ein dunkler Innenraum erahnt wird. An der Dorfstrasse auf dem Areal der früheren paritätischen Kirche gelegen, besteht die katholische Kirche aus verschiedenen polygonalen Elementen, die sich immer wieder als spitze Dreieck-Formationen gen Himmel erheben. Die Dreizahl der Gebäudeteile verweist auf die Trinität, die horizontal aufgerichteten Elemente verweisen auf die Transzendenz. Ähnlich wie die beiden Zürcher Kirchen des Architekten Justus Dahinden Maria Krönung in Zürich-Witikon und St. Paulus in Dielsdorf orientiert sich die Gestaltung an der Idee des Gotteszeltes. Die auf Sichtbeton, Holz und Eternit reduzierten Materialien verstärken das markante Erscheinungsbild des Gotteshauses.
Der Kirchturm verläuft analog zum Glockenturm von Maria Krönung Zürich-Witikon in eine Spitze. Die Glockenstube birgt ein vierstimmiges Geläut mit der Tonfolge fis' – gis' – h' – dis'. Die grosse und die kleine der drei Glocken aus dem Turm der paritätischen Vorgängerkirche wurden im neuen Geläute wiederverwendet. Die mittlere Glocke des alten Geläuts wurde von Emil Eschmann umgegossen. Glocken 2 und 4 des neuen Geläuts stammen von der Firma H. Rüetschi aus dem Jahr 1859, Glocken 1 und 3 von Emil Eschmann aus dem Jahr 1964. In der Glockenstube wurde unterhalb der grossen Glocke Platz gelassen für eine mögliche Ergänzung einer Glocke mit dem Schlagton dis'. Die Weihe des neuen Geläuts fand am 3. Oktober 1965 statt.
Am alten Pfarrhaus vorbei führt der Weg über eine Treppe zum Kirchenportal, auf dessen rechter Seite statt einer hoch am Turm angebrachten Uhr ein modernes Zifferblatt nahezu auf Augenhöhe des Betrachters angebracht ist. Wie in der Kirche St. Paulus in Dielsdorf führt der Zugang zur Kirche zunächst in einen engen, dunklen Vorraum und erst dann in die Kirche hinein, sodass die Lichtfolge vom hellen Tageslicht über einen dunklen, beengten Raum in das hohe Halbdunkel der Kirche führt.

### Innenraum und künstlerische Ausstattung
Auf dem Untergeschoss mit dort eingebautem Pfarreizentrum erhebt sich der Kirchenraum als holzverkleidete Zeltstruktur, dessen Elemente durch Lichteinlässe unterbrochen werden. Die vertikalen, niederen Wände sind in Sichtbeton gehalten und besitzen als Besonderheit die Fresken-Fragmente der Vorgängerkirche. Die Kirchenbänke sind in drei Segmenten auf den Chorraum ausgerichtet, der durch wenige Stufen vom Kirchenraum abgehoben ist. Als nachvatikanische Kirche gestaltet, befindet sich der Taufstein nicht wie in älteren Wegkirchen beim Eingangsportal, sondern ist auf der linken Seite des Chores aufgestellt. Da die vertikalen Wände die Fresken bergen und die Holzdecke dafür nicht geeignet ist, hat Justus Dahinden für die 12 Apostelkerzen einen niederen Metallfuss vor dem Ambo gestaltet. Wie der Tabernakel, der sich auf der rechten Seite des Chores befindet, ist auch der Ambo als röhrenförmiger Körper geschaffen, was einen Kontrast zum kubischen Volksaltar darstellt, der sich im Zentrum des Chores befindet. Eine Mariendarstellung auf der rechten und eine Inschrift auf der linken Seite, welche auf die Stiftung der Kirche durch Bischof Franziskus von Streng hinweist, runden die Chorausstattung ab. Als Pendant zum Chorbereich ist auf der Südwestseite des Kirchenraumes der Orgel- und Chorbereich als erhöhter Platz gestaltet. Ein Holzkruzifix aus der Vorgängerkirche wurde über dem Zugang zum Kirchenraum angebracht.

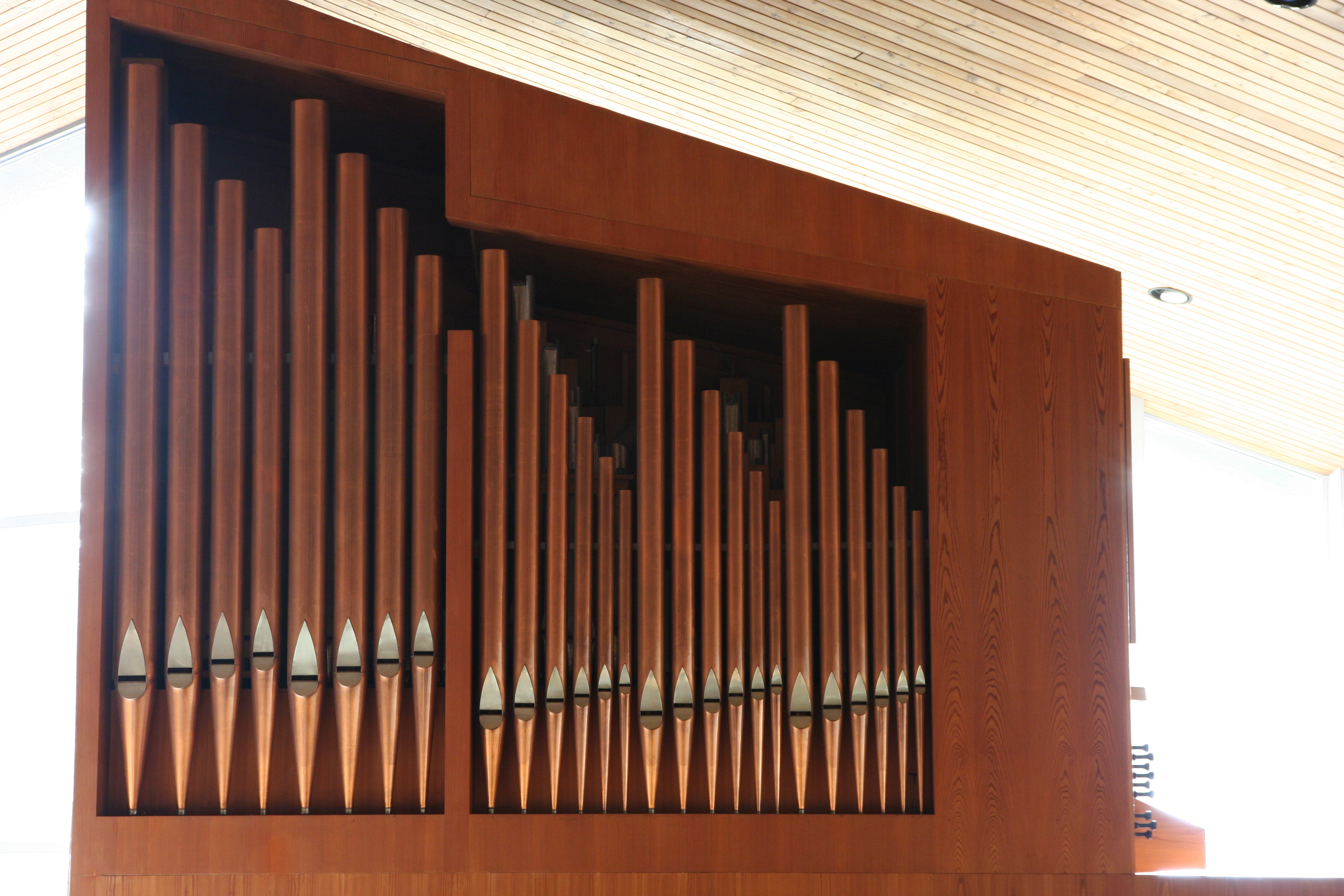
Mathis-Orgel von 1969

### Orgel
Für die Vorgängerkirche hatten die Katholiken im Jahr 1849 eine Orgel aus dem aufgehobenen Kloster Kalchrain erworben. Dieses erste Instrument stammte aus dem Jahr 1730 und war von Johann Jakob Bommer aus Weingarten/Lommis geschaffen worden. 1883 erstanden die Katholiken für die paritätische Vorgängerkirche ein grösseres, zweites Instrument, das vom Orgelbauer Klingler, Rorschach, gebaut wurde. 1913 wurden die Register der zweiten Orgel für eine dritte, nun paritätisch finanzierte Orgel des Orgelbauers Kuhn, Männedorf, verwendet. Diese war nicht mehr im Chor der Vorgängerkirche platziert, sondern auf der Empore.
Die Franziskus-Kirche erhielt ihre Orgel im Jahr 1969. Das Instrument wurde von der Firma Mathis, Näfels, gebaut. Die besondere Raumgebung der Kirche machte es nötig, dass die Orgel abgewinkelt konstruiert wurde: Das Hauptwerk und die Pedalpfeifen sind auf das Raumzentrum ausgerichtet, das Schwellpositiv richtet sich seitwärts gegen den Emporenbereich für den Kirchenchor.
Disposition der Mathis-Orgel:
| I Hauptwerk C–g3 |       |
| Prinzipal        | 8′    |
| Spillpfeife      | 8′    |
| Oktave           | 4′    |
| Koppelflöte      | 4′    |
| Flachflöte       | 2′    |
| Mixtur III–IV    | 1 ⁄3′ |
| Trompete         | 8′    |

| II Brustwerk C–g3 |       |
| Holzgedackt       | 8′    |
| Rohrflöte         | 4′    |
| Prinzipal         | 2′    |
| Gemsnasat         | 1 ⁄3′ |
| Terzianscharff    | 1⁄2′  |
| Tremulant         |       |

| Pedalwerk C–f1 |     |
| Subbass        | 16′ |
| Flöte          | 8′  |
| Dolkan         | 4′  |

- Koppeln: II/I, I/P, II/P
- Spielhilfen: Orgelpleno, Absteller für Mixtur und Terzianscharff

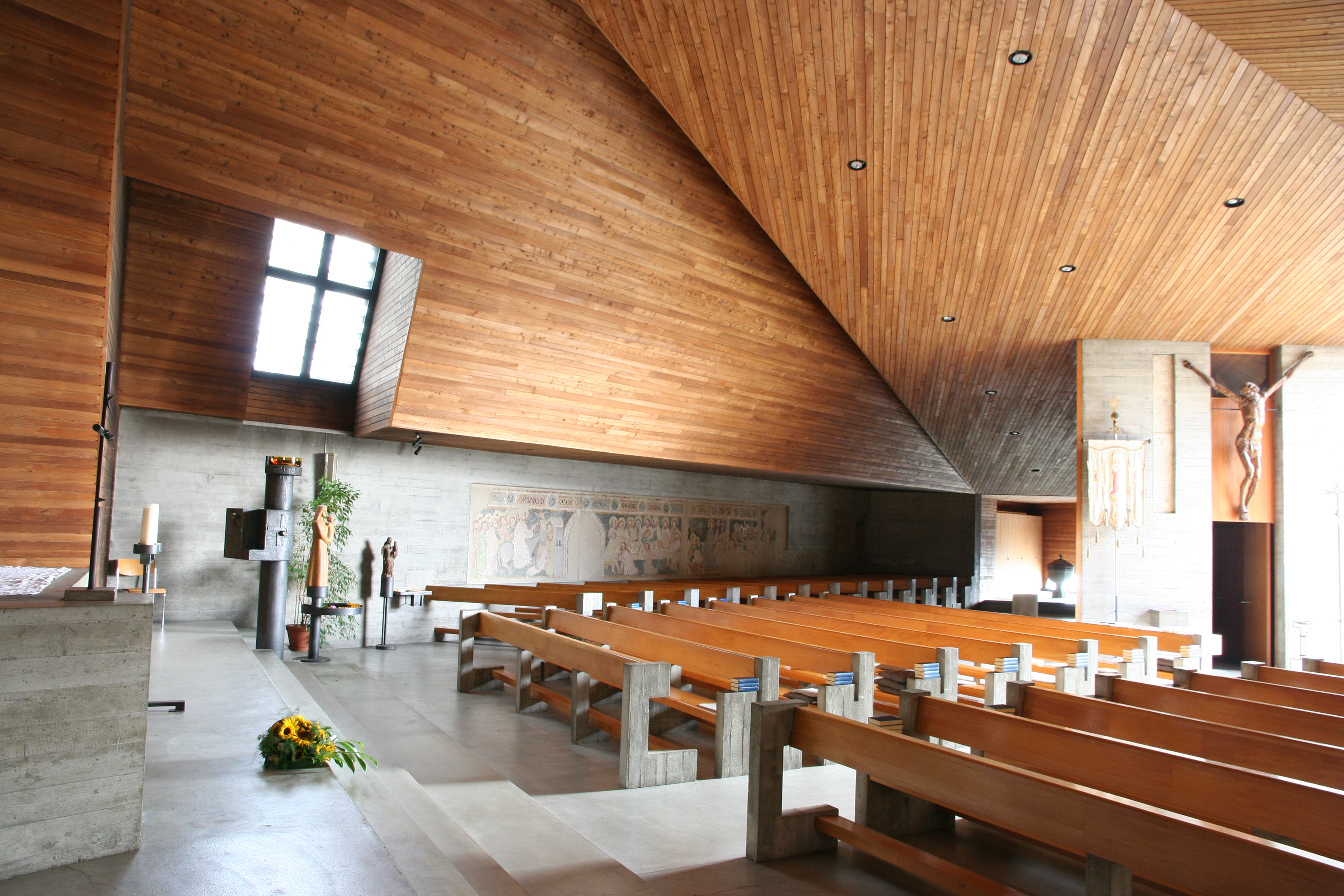
Innenansicht
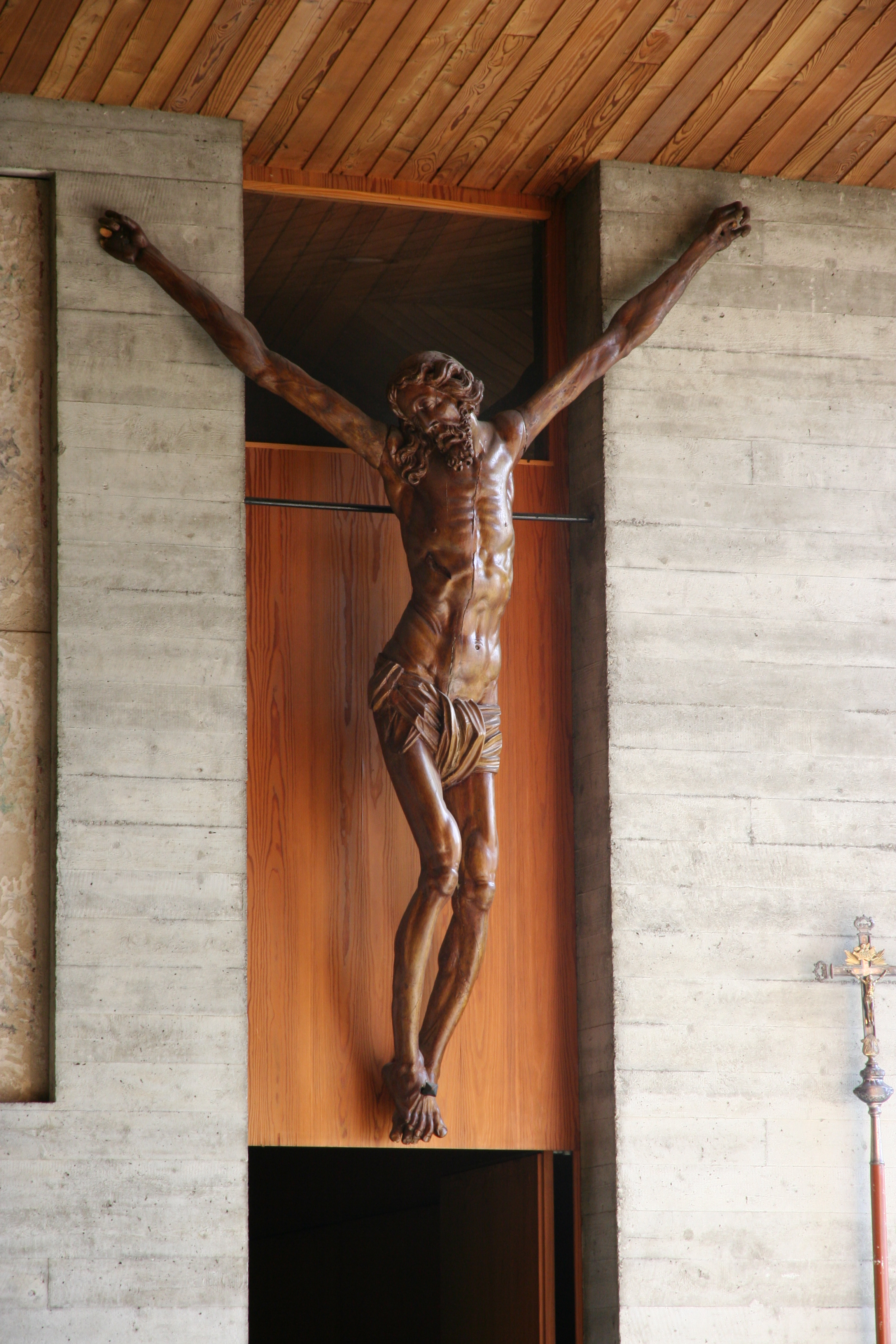
Kruzifix
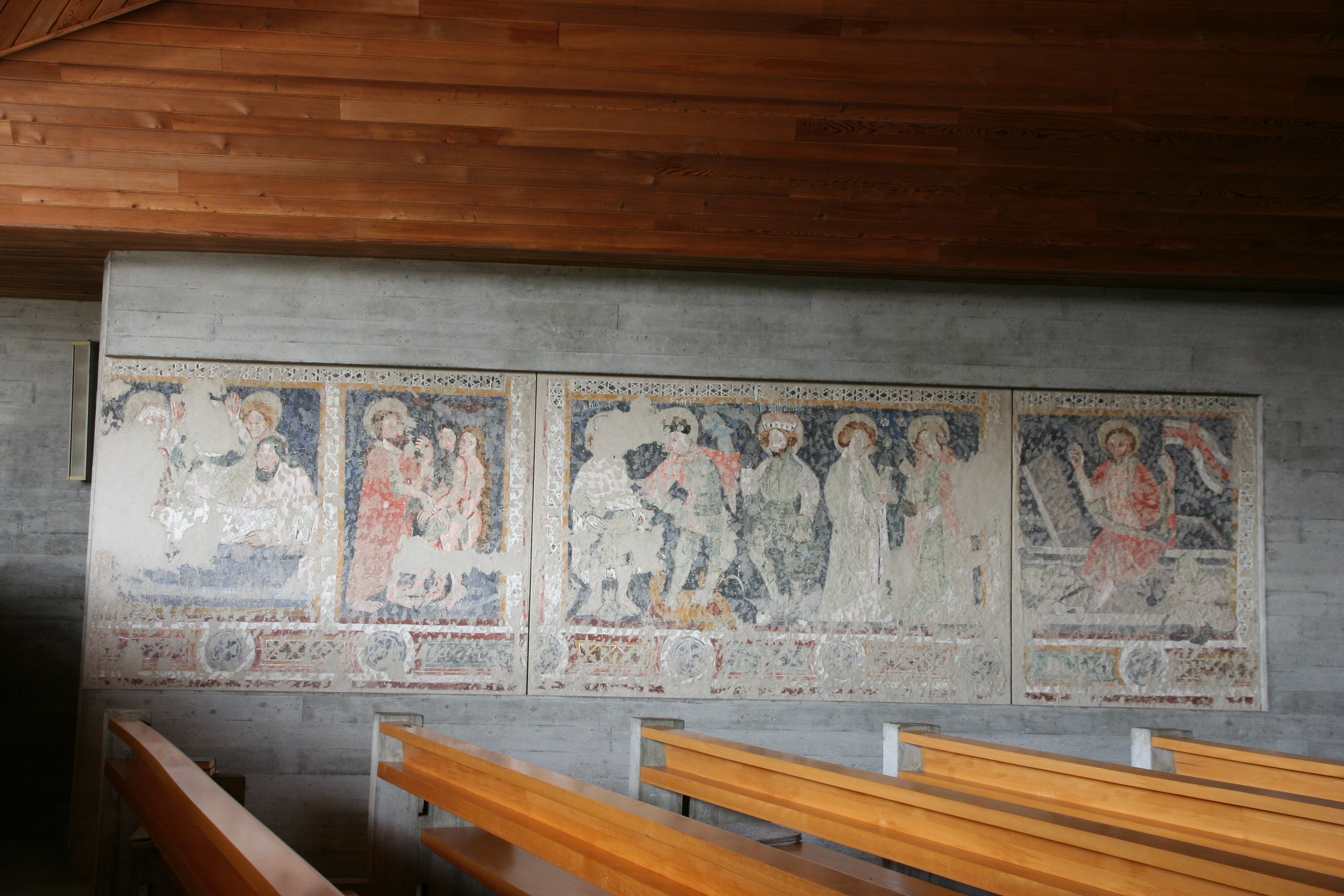
Fresken-Fragmente aus der Vorgängerkirche